# Szyk (Jodłownik)

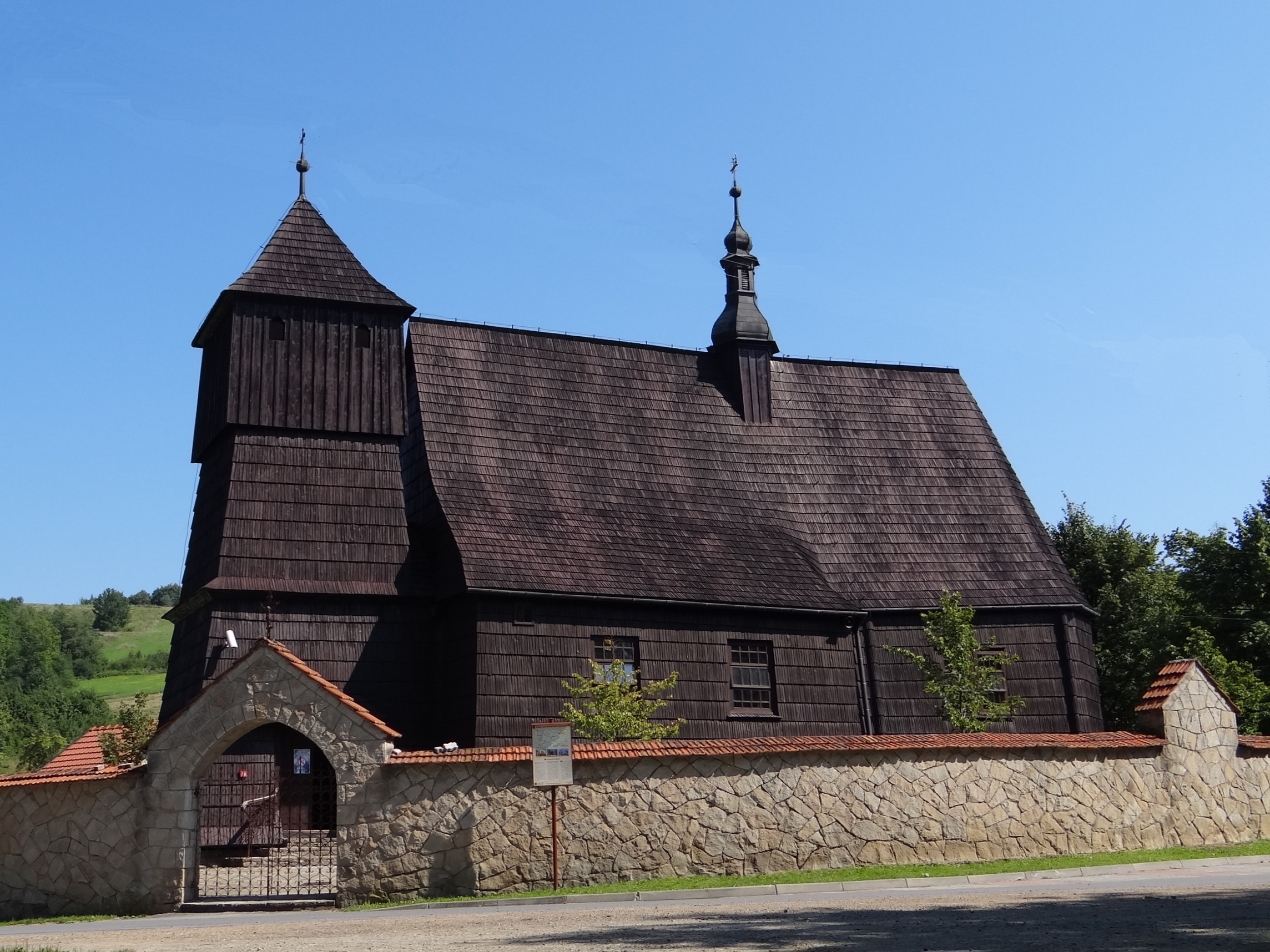
Holzkirche

Szyk ist eine Ortschaft mit einem Schulzenamt der Gemeinde Jodłownik im Powiat Limanowski der Woiwodschaft Kleinpolen in Polen.

## Geographie
Der Ort liegt an der Tarnawka zwischen den Inselbeskiden im Süden und Pogórze Wiśnickie im Norden. Die Nachbarorte sind Tarnawa im Norden, Stare Rybie und Nowe Rybie im Osten, sowie Słupia, Sadek und Kostrza im Westen.

## Geschichte
Im Jahr 1398 wurde der Ort als Schyk erwähnt, danach Szyk Inferior, Maior (1564). Der Name ist topographisch von *Schīk (< mittelhochdeutsch: Schiec; krummes, schräges [Land]) abgeleitet. Die populäre Erläuterung des Namens ist auch, dass es vom militärischen Wort szyk (deutsch: Schick; eine Gefechtsformation) abgeleitet ist.
Die römisch-katholische Pfarrei wurde in den Jahren 1358 bis 1373 errichtet. Im 16. Jahrhundert war Szyk ein wichtiges Zentrum der Arianismus (der Polnischen Brüder).
Der Ort gehörte zunächst zum Königreich Polen (ab 1569 Adelsrepublik Polen-Litauen), Woiwodschaft Krakau, Kreis Szczyrzyc. Bei der Ersten Teilung Polens kam Szyk 1772 zum neuen Königreich Galizien und Lodomerien des habsburgischen Kaiserreichs (ab 1804). Ab dem Jahr 1855 gehörte Szyk zum Bezirk Limanowa.
1918, nach dem Ende des Ersten Weltkriegs und dem Zusammenbruch der k.u.k. Monarchie, kam Szyk zu Polen. Unterbrochen wurde dies nur durch die Besetzung Polens durch die Wehrmacht im Zweiten Weltkrieg. Von 1975 bis 1998 gehörte Szyk zur Woiwodschaft Nowy Sącz.